# Други диверзантски батаљон НОВ и ПО Хрватске
Други диверзантски батаљон НОВ и ПО Хрватске формиран је формиран крајем августа 1943. је у селу Аугуштановац у Покупљу и састојао се од три чете: сисачко-банијске, карловачко-кордунашке и туропољско-посавске. Имао је 132 борца и руководиоца. За команданта батаљона именован је Мићо Булат, а за политичког комесара Драго Мелех. Заменик команданта био је Раде Кукић, а заменик политичког комесара Павле Бунчић.
Формирање батаљона представљало је нову фазу у организацији диверзантских дејстава. У претходном периоду, диверзантским акцијама бавиле су се неспецијализоване јединице (одреди, чете и батаљони), или специјализоване диверзантске групе у њиховом саставу. На територији Хрватске формирана су три диверзантска батаљона (Први, Други и Трећи). Они су се налазили под командом Диверзантске секције Главног штаба НОВ и ПО Хрватске и штабова корпуса и оперативних зона на чијој територији су били базирани и извршавали задатке.
Други диверзантски батаљон био је потчињен Диверзатској секцији Главног штаба НОВ и ПО Хрватске и штабу Четвртог корпуса НОВЈ. Дејствовао је на оперативном подручју Четвртог корпуса (Жумберак, Покупље, Туропоље, Банија, Кордун, Цазинска крајина и Лика).
Чете Другог диверзантског батаљона имале су следећи распоред и задатке:
- 1. чета (сисачко-банијска) изводила је акције на пругама Лекеник-Сисак-Суња-Дубица, Суња-Костајница и Босански Нови-Бихаћ;
- 2. чета (карловачко-кордунашка) изводила је акције на пругама Карловац-Сушак и Карловац-Љубљана;
- 3. чета (туропољско-посавска) изводила је акције на пругама Загреб-Сисак, Загреб-Вараждин, Загреб-Карловац и Загреб-Крапина.[1]

Након капитулације Италије у састав 2. чете (карловачко-кордунашке) ушло је 13 бораца диверзаната самосталне Приморско-горанске диверзантске чете, која је изводила акције на прузи Огулин-Сушак.
Укупно бројно стање 2. диверзантског батаљона, према извештају од 22. фебруара 1944, износио је 138 бораца и руководилаца.